# Jana Hubinská
Jana Hubinská (ur. 7 czerwca 1964 w Bratysławie) – słowacka aktorka i piosenkarka. W 2002 roku otrzymała Czeskiego Lwa dla najlepszej aktorki drugoplanowej za rolę w filmie Děvčátko. Występuje w teatrach takich jak Divadlo West (Bratysława) i Divadlo Na zábradlí (Praga).

## Filmografia (wybór)
- 2002: Děvčátko
- 2003: Pupendo
- 2005: Opowieści o zwyczajnym szaleństwie
- 2013: Revival